# Le Caïd

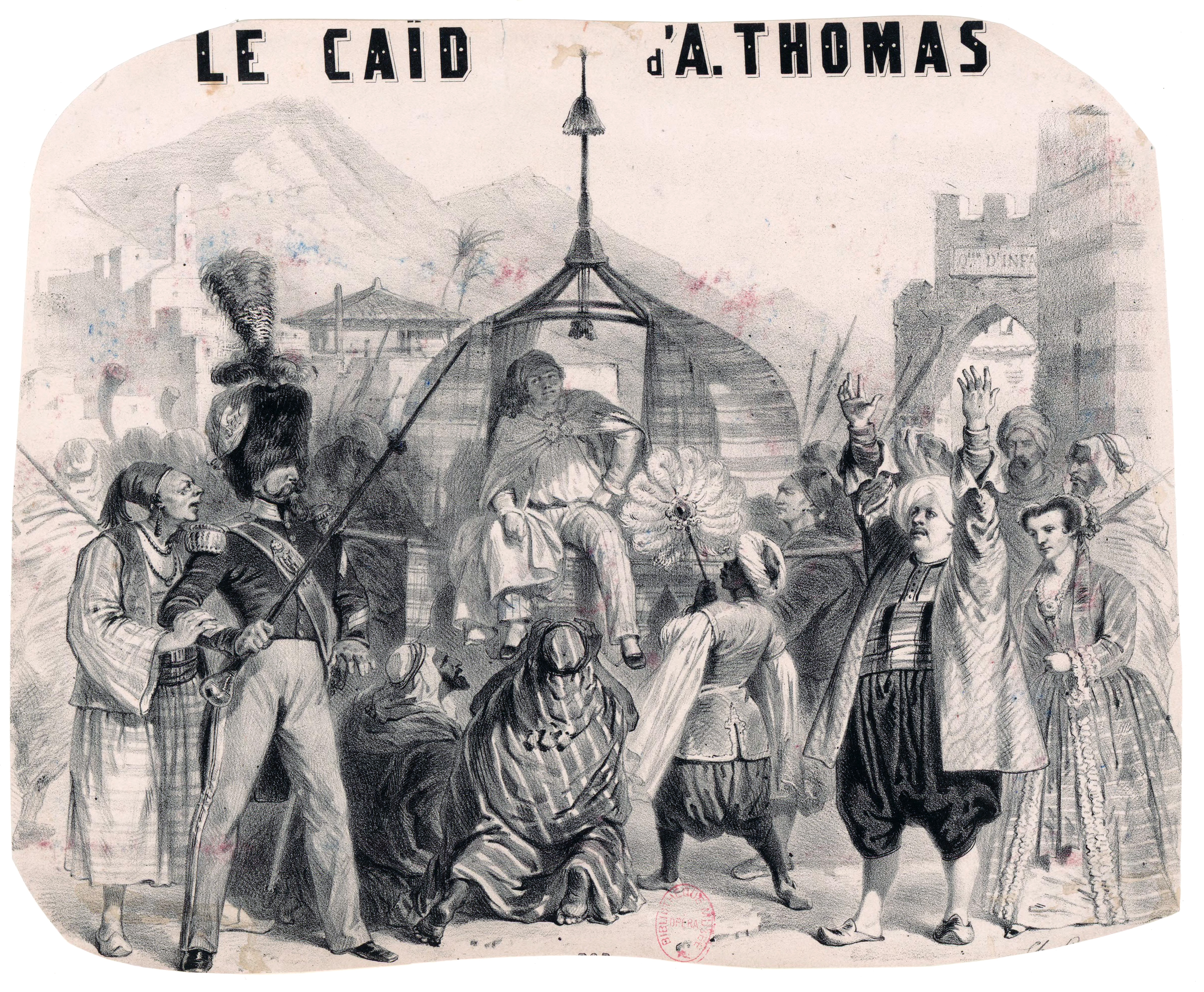
Le Caïd, litografi 1849.

Le Caïd, även stavad Le Kaïd, är en komisk opera (opéra bouffon eller opéra bouffe) i två akter med musik av Ambroise Thomas och libretto av Thomas Sauvage. Den hade premiär 3 januari 1849 på Opéra-Comique i Paris.

## Historia
Operan hette ursprugligen Les Boudjous, en referens till den dåvarande valutan i franska Algeriet. Le Caïd uppförs sällan och är mest känd för sin populära koloraturbasaria "Air du Tambor Major" vilken har spelats in av många firade bassångare under 1900-talet. Ouvertyren blev också populär och spelades in av flera orkestrar i Europa och USA fram till Första världskriget.

## Uppförandehistorik
Premiäruppsättningen av Le Caïd på Opéra-Comique was dirigerades av Théophile Tilmant och regisserades av Ernest Mocker. Operan fick gynnsam kritik och var Thomas första stora framgång. Verket frambringade en våg av intresser för allt algeriskt i det koloniala Frankrike, som 183 hade erövrat Algeriet. Operan hade nypremiär på Opéra-Comique 31 augusti 1851, då den gavs för hundrade gången med Caroline Miolan-Carvalho som Virginie. Den sattes upp sista gången på Opéra-Comique 16 februari 1911, då den hade spelats 422 gånger på samma scen, och sattes upp på Gaîté-Lyrique 18 maj 1931. Den senaste nypremiären ägde rum i november 2007 då den sattes upp på Opéra-Théâtre i Metz i en uppsättning regisserad av Adriano Sinivia och dirigerad av Jacques Mercier.
Utanför Frankrike framfördes operan i Bryssel 26 augusti 1849, i London på St James's Theatre 8 februari 1850 samt i New Orleans på Théâtre d'Orléans 18 april 1850. Den gavs på engelska på Haymarket Theatre i London 18 juni 1851 (som The Cadi, or Amours among Moors) och i Manchester 8 december 1880. Den spelades på tyska i Wien 1856, i Berlin 1857 och i Prag 1860, och på italienska i Milano 1863, i Barcelona 1865, i Florens 1877 och i Neapel 1889.

## Personer

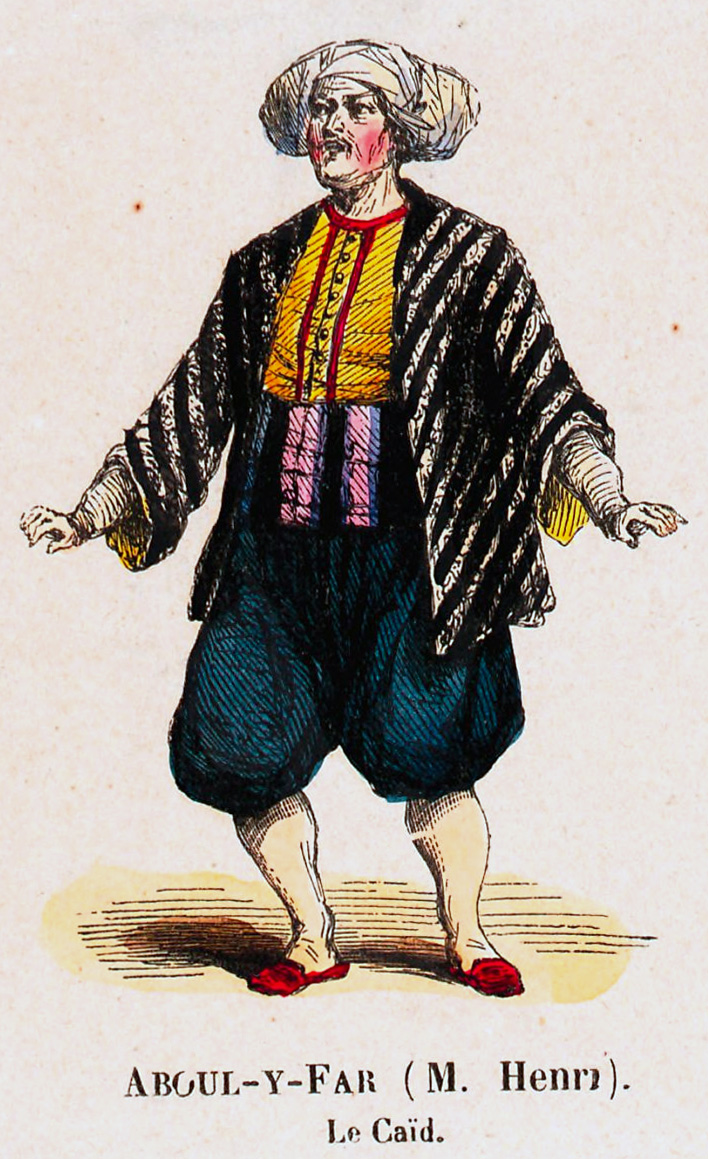
Kostymskiss för rollen Aboul-y-far, 1849

| Role                                                                                             | Röstläge | Premiärbesättning 3 januari 1849 Dirigent: Théophile Tilmant |
| ------------------------------------------------------------------------------------------------ | -------- | ------------------------------------------------------------ |
| Aboul-y-far, en algerisk caïd                                                                    | bas      | Henri (François-Louis Henry)                                 |
| Fathma, Aboul-y-fars dotter                                                                      | sopran   | Marguerite Decroix                                           |
| Virginie, en fransk hattmakare                                                                   | sopran   | Delphine Ugalde                                              |
| Birotteau, en fransk frisör                                                                      | tenor    | Jean-Jacques Boulo                                           |
| Ali-Bajou, caïdens hovmästare                                                                    | tenor    | Charles-Louis Sainte-Foy                                     |
| Michel, en fransk tamburmajor                                                                    | baryton  | Léonard Hermann-Léon                                         |
| Muezzin                                                                                          | bas      | Lejeune                                                      |
| Kabyler; caïdens vakter; franska officerare, trumslagare, soldater; manliga och kvinnliga slavar |          |                                                              |

## Handling
Plats: En stad i Franska Algeriet på 1840-talet 
Aboul-y-far, caïd (ledaren) i en algerisk stad under fransk kontroll, blir regelbundet slagen av invånarna som en protest mot till skatter han ålägger dem. Birotteau, en fransk frisör med salong i staden, närmar sig caïden med ett erbjudande om en "hemlig talisman" som kommer skydda honom mot invånarnas hot. Priset är 20 000 algeriska boudjous (härav den ursprungliga titeln). Caïden, som är en notorisk girigbuk, erbjuder frisören hans dotter Fathmas istället. Birotteau blir smickrad och antar erbjudandet, men glömmer att han redan är förlovad med Virginie, som äger en hattaffär i staden.
Under tiden har caïdens hovmästare och faktotum Ali-Bajou en annan plan för att skydda sin herre. Han uppmuntrar en passionerande romans mellan Fathma och Michel, tamburmajor i den ockuperande franska armén. När Michel och Virginie hör talas om Birotteaus avtal med caïden blir de rasande. När Birotteau får reda på Virginies hot om hämnd och Michels hot att skära av honom öronen så vägrar han att gifta sig Fathma. Caïden betalar Birotteau de 20 000 men upptäcket att talismanen endast är ett recept på hårpomada som ska bota håravfall. Ali-Bajou dricker sig lyckligt berusad på franskt vin. Virginie och Birotteau gifter sig, liksom Fathma och Michel. Michel blir caïdens livvakt och caïden ångrar endast att hela affären har kostat honom 20 000 boudjous.